# マット・ケンゼス
マシュー・ロイ・"マット"・ケンゼス（Matthew Roy "Matt" Kenseth、1972年3月10日 - ）は、アメリカ合衆国ウィスコンシン州ケンブリッジ出身のNASCARドライバー、2009年及び
2012年のデイトナ500優勝者。計算された安定感ある走りが持ち味で、日テレG+の放送では「気が付けばこの男」の異名を持つ。

## 経歴
16歳(1988年)の時にキャリアをスタートさせてから、地元を中心に活躍を続けて関係者らの注目を集めていた。その後1996年にブッシュシリーズに参戦、更に参戦中の1998年には父親の葬儀に参加するビル・エリオットの代理として、NASCAR最高峰クラス、ウインストンカップ・シリーズにデビューを果たした。
カップシリーズへの本格的な参戦は2000年まで待たねばならなかったが、フル参戦初年度のルーキー・オブ・ザ・イヤーをブッシュシリーズ時代の好敵手であったデイル・アーンハート・ジュニアと争って見事獲得。その翌年は未勝利に終わるが、2002年からは現在まで毎年一桁台の年間順位をキープしている。2003年は36戦中25戦でトップ10フィニッシュという抜群の安定感で年間王者を獲得、しかし、年間8勝を挙げたライアン・ニューマンを差し置いて、1勝しかしていない彼がチャンピオンを獲得したことが、チェイス（プレーオフ制度）導入の起点となった。2006年はプレーオフにて一時リードをするが惜しくも年間2位、2007年はプレーオフ序盤に躓いたものの年間4位に食い込んでいる。
2009年シリーズ開幕戦のデイトナ500ではレース中盤ラップリーダー走行中に降雨によりレース中断、そのままレースは終了となり、距離短縮ながらデイトナ500初制覇となった。次戦フォンタナでも「気がつけば」というにふさわしい戦略的な走りで優勝。そのまま前人未踏の開幕3連勝なるかと思われたが、ラスベガスでは2周目にいきなりエンジンブロー。レース途中TVにトレーラーが帰る所を目撃され、気がつけばチームと共に居なくなっていた男というキャッチフレーズ通りの結果に終わった。
2013年、ジョー・ギブス・レーシングに移籍。カーナンバーは20に変更。第3戦ラスベガスを初めとしてキャリア最多の年間7勝を挙げるものの、最終戦ホームステッド＝マイアミではチームメイトのデニー・ハムリンにトップを奪われ2位に終わり、ジミー・ジョンソンの6度目のシリーズチャンピオン獲得を許してしまった。
2017年7月11日、ケンゼスの所属ずるジョー・ギブス・レーシングは、2018年シーズンよりエリック・ジョーンズがケンゼスの乗車する20号車で参戦することを発表。これによりケンゼスはジョー・ギブス・レーシングから離脱することが確定した。この年は未勝利でプレーオフ進出をするものの、ラウンドオブ8進出は果たせなかったが、第35戦フェニックスで勝利を飾る。2017年は年間1勝、トップ5フィニッシュ10回、トップ10フィニッシュ18回、最終順位7位で終えた。
移籍先が決まらぬまま2018年を迎えることとなったが、2018年4月25日、ラウシュ・フェンウェイ・レーシングはケンゼスのカップ戦復帰を発表した。

## 戦績

### NASCAR

#### モンスターエナジー・NASCARカップ・シリーズ
| 年             | チーム                             | No.            | 車両           | 出場 | 勝利 | T5  | T10 | PP | Led/Laps       | 順位 | 出典   |
| -------------- | ---------------------------------- | -------------- | -------------- | ---- | ---- | --- | --- | -- | -------------- | ---- | ------ |
| 1998           | ラウシュ・レーシング               | 60             | フォード       | 0    | 0    | 0   | 0   | 0  | 0 / 0          | 57位 | [ 11 ] |
| 1998           | エリオット＝マリーノ・レーシング   | 94             | フォード       | 1    | 0    | 0   | 1   | 0  | 0 / 400        | 57位 | [ 11 ] |
| 1999           | ジョー・ギブス・レーシング         | 18             | ポンティアック | 1    | 0    | 0   | 0   | 0  | 0 / 0          | 49位 | [ 12 ] |
| 1999           | ラウシュ・レーシング               | 17             | フォード       | 4    | 0    | 1   | 1   | 0  | 0 / 1358       | 49位 | [ 12 ] |
| 2000           | ラウシュ・レーシング               | 17             | フォード       | 34   | 1    | 4   | 11  | 0  | 162 / 9466     | 14位 | [ 13 ] |
| 2001           | ラウシュ・レーシング               | 17             | フォード       | 36   | 0    | 4   | 9   | 0  | 100 / 10341    | 13位 | [ 14 ] |
| 2002           | ラウシュ・レーシング               | 17             | フォード       | 36   | 5    | 11  | 19  | 1  | 693 / 10303    | 8位  | [ 15 ] |
| 2003           | ラウシュ・レーシング               | 17             | フォード       | 36   | 1    | 11  | 25  | 0  | 354 / 10350    | 1位  | [ 16 ] |
| 2004           | ラウシュ・レーシング               | 17             | フォード       | 36   | 2    | 8   | 16  | 0  | 477 / 10279    | 8位  | [ 17 ] |
| 2005           | ラウシュ・レーシング               | 17             | フォード       | 36   | 1    | 12  | 17  | 2  | 1001 / 10183   | 7位  | [ 18 ] |
| 2006           | ラウシュ・レーシング               | 17             | フォード       | 36   | 4    | 15  | 21  | 0  | 1132 / 10600   | 2位  | [ 19 ] |
| 2007           | ラウシュ・フェンウェイ・レーシング | 17             | フォード       | 36   | 2    | 13  | 22  | 0  | 912 / 10309    | 4位  | [ 20 ] |
| 2008           | ラウシュ・フェンウェイ・レーシング | 17             | フォード       | 36   | 0    | 9   | 20  | 0  | 604 / 10322    | 11位 | [ 21 ] |
| 2009           | ラウシュ・フェンウェイ・レーシング | 17             | フォード       | 36   | 2    | 7   | 12  | 1  | 245 / 10070    | 14位 | [ 22 ] |
| 2010           | ラウシュ・フェンウェイ・レーシング | 17             | フォード       | 36   | 0    | 6   | 15  | 0  | 108 / 10770    | 5位  | [ 23 ] |
| 2011           | ラウシュ・フェンウェイ・レーシング | 17             | フォード       | 36   | 3    | 12  | 20  | 3  | 875 / 10421    | 4位  | [ 24 ] |
| 2012           | ラウシュ・フェンウェイ・レーシング | 17             | フォード       | 36   | 3    | 13  | 19  | 1  | 480 / 10367    | 7位  | [ 25 ] |
| 2013           | ジョー・ギブス・レーシング         | 20             | トヨタ         | 36   | 7    | 12  | 20  | 3  | 1783 / 10141   | 2位  | [ 26 ] |
| 2014           | ジョー・ギブス・レーシング         | 20             | トヨタ         | 36   | 0    | 13  | 22  | 2  | 529 / 10343    | 7位  | [ 27 ] |
| 2015           | ジョー・ギブス・レーシング         | 20             | トヨタ         | 36   | 5    | 12  | 20  | 4  | 927 / 9267     | 15位 | [ 28 ] |
| 2016           | ジョー・ギブス・レーシング         | 20             | トヨタ         | 36   | 2    | 8   | 19  | 1  | 948 / 10197    | 5位  | [ 29 ] |
| 2017           | ジョー・ギブス・レーシング         | 20             | トヨタ         | 36   | 1    | 10  | 18  | 2  | 421 / 10113    | 7位  | [ 30 ] |
| 2018           | ラウシュ・フェンウェイ・レーシング | 6              | フォード       | 15   | 0    | 0   | 2   | 0  | 5 / 4162       | 32位 | [ 31 ] |
| 通算（21年間） | 通算（21年間）                     | 通算（21年間） | 通算（21年間） | 665  | 39   | 181 | 329 | 20 | 11756 / 189762 |      |        |

## その他
- ファンクラブの本部が地元ケンブリッジにあり、数台のレース車両が展示されている。